# Slim Whitman
Slim Whitman, född som Ottis Dewey Whitman, jr. 20 januari 1923 i Tampa, Florida, död 19 juni 2013 i Orange Park, Florida, var en amerikansk countrysångare och låtskrivare.
Under andra världskriget tjänstgjorde han i den amerikanska flottan och efter kriget arbetade han på ett varv samtidigt som han påbörjade sin musikkarriär. Han var högerhänt men skadade sin vänsterhand i en olycka, varför han var tvungen att lära sig spela gitarr som en vänsterhänt (dvs ta ackorden med höger hand). Han spelade i bandet "Variety Rhythm Boys". 
Hans genombrott kom när musikagenten Tom Parker hörde honom på radio och erbjöd sig att representera honom. Han skrev kontrakt med RCA Records. 1948 släppte han sin första singel, under namnet Slim Whitman. Det dröjde dock till början av 1950-talet innan han kunde försörja sig på musiken. Hans cover av Tom Nolans "Love Song of the Waterfall" kom in på topp 10 på countrytopplistan. Hans nästa singel, "Indian Love Call" kom på andra plats på listan. 1955 toppade hans låt "Rose Marie" den brittiska topplistan i elva veckor, ett rekord som höll sig i 36 år. Han blev inbjuden till Grand Ole Opry och medverkade 1957 i filmen Jamboree. Han uppnådde dock aldrig samma popularitet i sitt hemland som i Storbritannien. Han slutade sin musikkarriär 1974. 1979 släpptes dock en samlingsskiva som blev en storsäljare och ytterligare ett par stycken fram till 1991. Under den tiden turnerade han i Europa och Australien.
Whitman har en stjärna på Hollywood Walk of Fame.
Whitmans inspelning av "Indian Love Call" spelar en central roll i Tim Burtons film Mars Attacks! (1996).
2008 spreds ett felaktigt rykte om Whitmans död.

## Diskografi (urval)
Album (topp 50 på Billboard Charts - Top Country Albums)
- 1965 – Love Song of the Waterfall (#20)
- 1966 – More Than Yesterday (More Country Songs & City Hits) (#28)
- 1967 – 15th Anniversary Album (#25)
- 1967 – Country Memories (#42)
- 1968 – In Love the Whitman Way (#16)
- 1968 – Happy Street (#34)
- 1971 – Guess Who (#31)
- 1971 – It's a Sin to Tell a Lie (#23)
- 1976 – Everything Leads Back to You (#42)
- 1980 – Songs I Love to Sing (#25)
- 1980 – Christmas with Slim Whitman (#47)

Singlar (topp 10 på Billboard Hot Country Songs)
- 1952 – "Love Song of the Waterfall" (#10)
- 1952 – "Indian Love Call" (#2)
- 1952 – "Keep It a Secret" (#3)
- 1952 – "My Heart Is Broken in Three" (#10)
- 1953 – "North Wind" (#8)
- 1954 – "Secret Love" (#2)
- 1954 – "Rose Marie" (#4)
- 1954 – "Singing Hills" (#4)
- 1955 – "The Cattle Call" (#11)
- 1965 – "More Than Yesterday" (#8)
- 1971 – "Guess Who" (#7)
- 1971 – "Something Beautiful (To Remember)" (#6)